# Aspergillus
Aspergillus is een geslacht dat uit ongeveer tweehonderd schimmelsoorten bestaat, die over de hele wereld voorkomen. Het is een filamenteuze schimmel die van nature algemeen voorkomt in bodems, hooi en compost. De soorten zijn wijdverspreid en spelen een belangrijke rol in de bodemecologie.
Aspergillus werd voor het eerst beschreven in 1729 door de Italiaanse bioloog Pietro Antonio Micheli in zijn boek Nova plantarum genera juxta Tournefortii methodum disposita. Bij het bestuderen van de schimmel deed de vorm hem denken aan een aspergillum (wijwaterkwast), die gebruikt wordt voor de besprenkeling met heilig water.
Aspergillus is een veelgebruikt modelorganisme in de wetenschappen en kent een aantal belangrijke biotechnologische toepassingen. De soort A. niger wordt wereldwijd industrieel ingezet voor de productie van diverse enzymen, organische zuren en secundaire metabolieten. Sommige soorten kunnen bij de mens ernstige schimmelinfecties veroorzaken.

## Groei en verspreiding
Aspergillus-soorten zijn sterk aeroob en komen voor in bijna alle zuurstofrijke milieus, waar ze gewoonlijk groeien op het oppervlak van het substraat. Aspergillus-soorten kunnen polysachariden als koolstofbron gebruiken, doordat ze beschikken over amylase-enzymen. Hierdoor komen Aspergillus-soorten vaak voor als verontreiniging op zetmeelrijk voedsel, zoals brood en aardappels, en op vele kruidachtige planten- en boomsoorten.
Vele soorten kunnen in oligotrofe milieus leven. Aspergillus niger is hier een goed voorbeeld van. Deze schimmel kan op vochtige muren groeien en zelfs onder omstandigheden waarbij helemaal geen koolstof aanwezig is. De schimmel gebruikt dan de aanwezige zouten en stikstofbronnen, zoals ammoniak en nitraat voor de groei en het aanmaken van eiwitten.
De voortplanting van Aspergillus is grondig onderzocht. Alle soorten vormen een karakteristieke sporendragende structuur (ascus) tijdens hun ongeslachtelijke voortplanting. De sporen kunnen zich over grote afstanden door de lucht verspreiden. Wanneer een spore in contact komt met een vochtig substraat, kan deze in de juiste omstandigheden ontkiemen. Ongeveer een derde van de soorten heeft ook een manier van geslachtelijke voortplanting ontwikkeld. De geslachtelijk voortplantende soorten maken speciale schimmeldraden aan voor zelfbevruchting (homothallie).

## Commercieel belang
Aspergillus-soorten zijn verreweg de belangrijkste commerciële schimmels en worden gebruikt voor de productie van zowel primaire als secundaire metabolieten. Misschien is het meest bekend de productie van citroenzuur door Aspergillus niger. Jaarlijks wordt meer dan 4,5 miljoen ton citroenzuur door deze schimmel geproduceerd. Daarnaast wordt de schimmel gebruikt voor de productie van enzymen, zoals glucose-oxidase en het eiwitsplitsende lysozym. De productie van enzymen vindt hoofdzakelijk plaats in bioreactoren. Hierin zit de schimmel in een waterig milieu, waardoor de schimmel zeer snel groeit, veel eiwitten aanmaakt en uitscheidt, en het makkelijker is de uitgescheiden producten van het medium te scheiden.

## Onderzoek

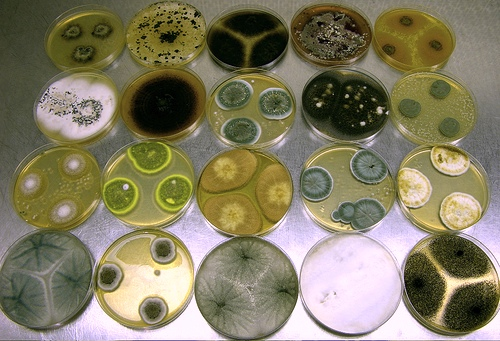
Verschillende Penicillium, Aspergillus spp. (en enkele ander schimmels) groeiend op een voedingsbodem

Verschillende Aspergillus-soorten, zoals A. nidulans en A. niger, worden sinds vele jaren gebruikt als modelorganisme in de microbiologie en biotechnologie. De Italiaanse geneticus Guido Pontecorvo gebruikte de schimmel bijvoorbeeld voor het demonstreren van parasexualiteit bij schimmels. Aspergillus nidulans werd door onderzoekers van het Broad Institute als een van de eerste organismen gebruikt voor het vaststellen van de nucleotidevolgorde (DNA-sequencing). Inmiddels is van veel Aspergillus-soorten de basepaarvolgorde vastgesteld.

## Ziekteverwekkers
Sommige Aspergillus-soorten veroorzaken ernstige ziekten bij mensen en dieren. Deze ziekten zijn bekend onder de verzamelnaam Aspergillose. De meest bekende soorten zijn Aspergillus fumigatus, Aspergillus flavus en Aspergillus clavatus. Andere soorten zijn ziekteverwekkers van granen, vooral van maïs, of veroorzaken bewaarrot bij suikerbieten. Diverse soorten produceren mycotoxinen, zoals aflatoxine dat door Aspergillus flavus en Aspergillus parasiticus geproduceerd wordt, ochratoxine dat door Aspergillus ochraceus en Aspergillus carbonarius geproduceerd wordt of sterigmatocystine dat door Aspergillus versicolor geproduceerd wordt..

## Soorten
- Aspergillus caesiellus
- Aspergillus candidus
- Aspergillus carbonarius
- Aspergillus carneus
- Aspergillus clavatus
- Aspergillus deflectus
- Aspergillus flavus
- Aspergillus fumigatus
- Aspergillus glaucus
- Aspergillus nidulans
- Aspergillus niger

- Aspergillus ochraceus
- Aspergillus oryzae
- Aspergillus parasiticus
- Aspergillus penicilloides
- Aspergillus restrictus
- Aspergillus sojae
- Aspergillus sydowi
- Aspergillus terreus
- Aspergillus ustus
- Aspergillus versicolor